# Кідьош
Кідьош — село в Берегівській громаді Берегівського району Закарпатської області України.

## Розташування
Знаходиться за 5 кілометрів від міста Берегово, біля підніжжя гори Нодьгедь.

## Населення

### Мова
Розподіл населення за рідною мовою за даними перепису 2001 року:
| Мова       | Кількість | Відсоток |
| ---------- | --------- | -------- |
| угорська   | 778       | 86.93%   |
| українська | 113       | 12.63%   |
| російська  | 3         | 0.33%    |
| білоруська | 1         | 0.11%    |
| Усього     | 895       | 100%     |

## Герб

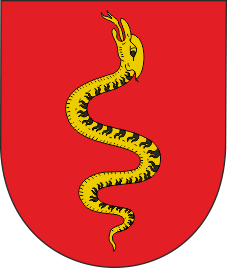
Історичний герб 1904р. В червоному щиті золотий змій в стовп.

У щиті, перетятому і напіврозтятому лазуровим і червоним, срібна хвилеподібна балка. У першій частині на зеленій землі золотий повсталий лев з червоними язиком, іклами і пазурами, що тримає в правій лапі срібну шаблю, і супроводжується в правому верхньому кутку золотим усміхненим сонцем, а в лівому верхньому кутку - срібним півмісяцем вправо. У другій частині зелений змій із срібними очима та язиком, що супроводжується справа золотим колосом, а зліва - золотим гроном винограду. На лазуровій девізній стрічці - дата заснування села, дата затвердження герба, а також назва угорською та українською мовами.

## Історія
Назва села в перекладі з угорської значить «зміїне», через що в радянській час було перейменоване в «Зміївка». Виникла така назва, вочевидь, завдяки імені однойменному потічку. Проте існує Легенда, що у даному краю дочка Короля Соломона Роза загинула тут від укусу змії на честь мого населений пункт і дістав свою назву.
На території села знайдені сліди поселення кінця 2-го тисячоліття до н. е. Поселення епохи бронзи, розташоване на північному схилі Ардівської гори, що прилягає до Чорного Мочару. В районі села знайдено чотири бронзових скарби, що датується епохою пізньої бронзи. Перший скарб складався з кельтів, серпів, ножів, браслетів. Другий, що знайдений в 1889 році, включав вісім предметів. Третій (1907 рік) — п'ять предметів. Четвертий бронзовий скарб, до складу якого входило шість предметів, знайдено в 1935 році.
Село засноване в кінці  XII ст., перша письмова згадка — в документі 1332 р., де фігурує під назвою «Кікош» (Kykos). За легендою, село виникло на місці монастиря, заснованого у XII ст. королем-вигнанцем Соломоном (онуком Ярослава Мудрого, сином угорського короля Ендре I і київської княжни Анастасії Ярославни). Спочатку село знаходилось в королівській власності, в 1364 р. перейшло до домініканців з Берегсасу (Берегова).  В 1557 р. село отримало статус містечка та власну гербову печатку (на червоному тлі зображений золотий змій, що звивається догори; символ відтворює назву поселення). В XVII ст. землевласником тут була родини Перені та Форгачі, з XIX ст. — графська родина Карої. В радянській час село було позбавлено адміністративної самоврядності, і з 1952 по 2001 рр. знаходилось в складі Великоберезької сільської ради, з 2001 має окремий адміністративний статус.

## Архітектура
Видатною архітектурною спорудою села Кідьош є костел Івана Хрестителя, зведений в  XIV ст. на пагорбі, на основі каплиці, збудованої століттям раніше, та монастирю, від якого лишились тільки камені. До апсиди-каплиці був добудований готичний неф, і таким чином, церква складається з двох різних частин, але виглядає цільною. Костел мав оборонний характер, був обнесений муром та захищений ровом.  Про оборонний характер свідчать товсті стіни храму та вузькі вікна-бійниці. В 1590 р. населення Кідьоша перейшла в реформатську конфесію, і костел з католицького став реформатським храмом. Після цього старовинні фрески були забілені. В 1657 р. під час карального походу польських рейтарів, у храмі ховались селяни. Тоді костел був пошкоджений пожежею. Захисний мур був розібраний на будматеріали, коли в ньому відпала потреба. Частина рову збережена й понині, і через нього до храму перекинутий місток. Церкву реставрували в 1827, 1889 та  1911 рр. 
розписи в церкві села Зміївки: З повного циклу розписів було відкрито в 1911 році лише незначну частину – «З’явлення Христа Марії Магдалині», «Моління про чашу» та «Свята Катерина». Виконані фрески в період між 1360 – 1370 роками. Особливо тонко в золотисто-рожевих барвах написані обличчя Катерини та невідомої жінки, що стоїть поруч. Ніжний червонуватий колір контурної лінії нагадує малюнки італійських майстрів, зроблені сангиною.
Поруч із костелом в XVIII ст. була зведена дерев'яна дзвіниця. Великий старовинний дзвін був конфіскований в Першу світову війну, в 1924 р. на пожертви селян була відлита його копія.
Мурований костел в селі Кідьош Постановою Кабінету Міністрів України від 27 грудня 2001 р. N 1761 був занесений до переліку Пам'яток архітектури національного значення.

Докладніше: Церква Івана Хрестителя (Кідьош)

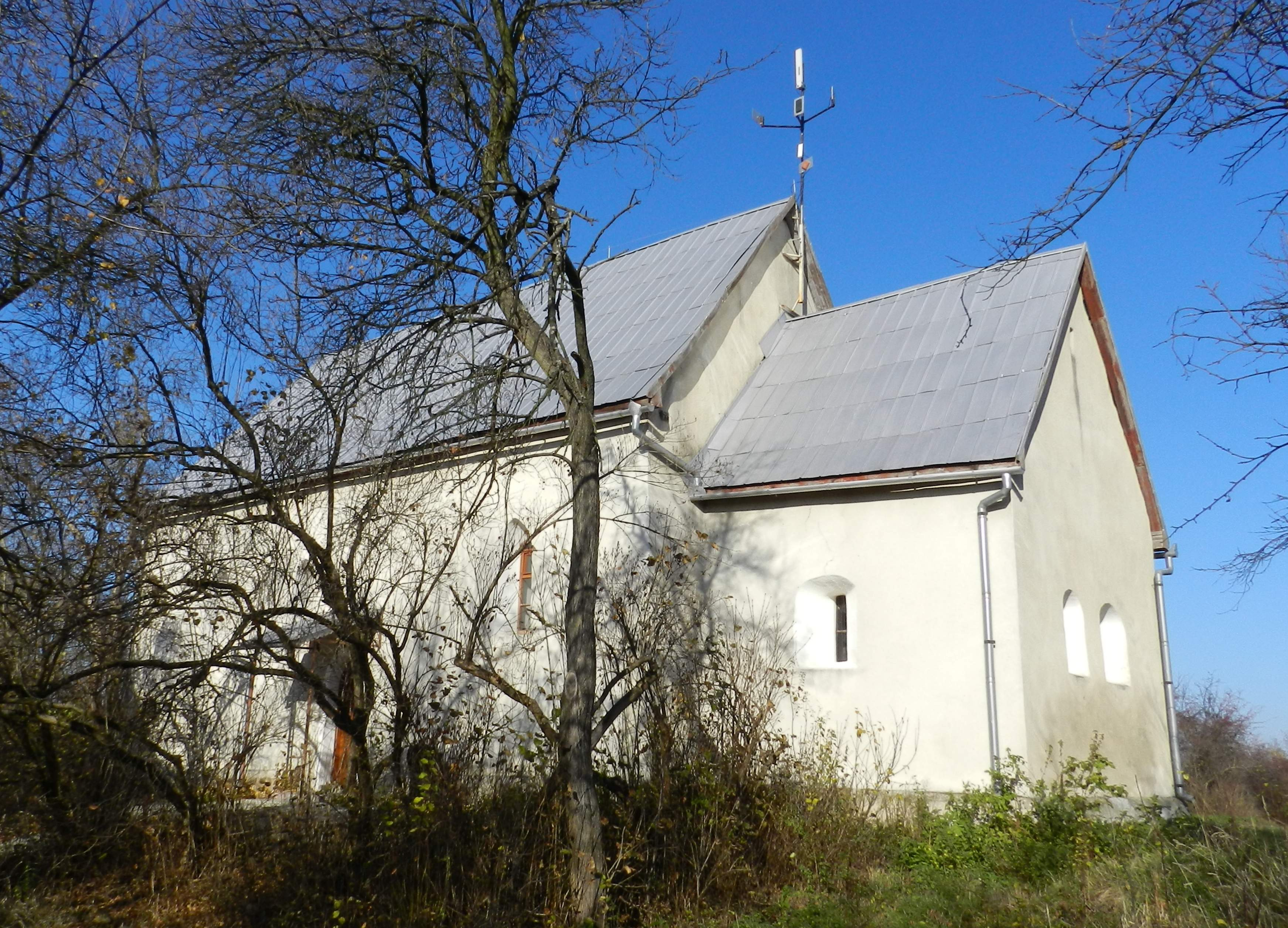
Костел Івана Хрестителя, с. Кідьош

На виїзді з села є цікава будівля, що належить Боржавському лісництву, вік якої — не менше ста років, у минулому — військового призначення. На жаль, після останнього ремонту двохрічної давнини внутрішнє оздоблення будівлі втратило автентичний вигляд.

## Пам'ятники

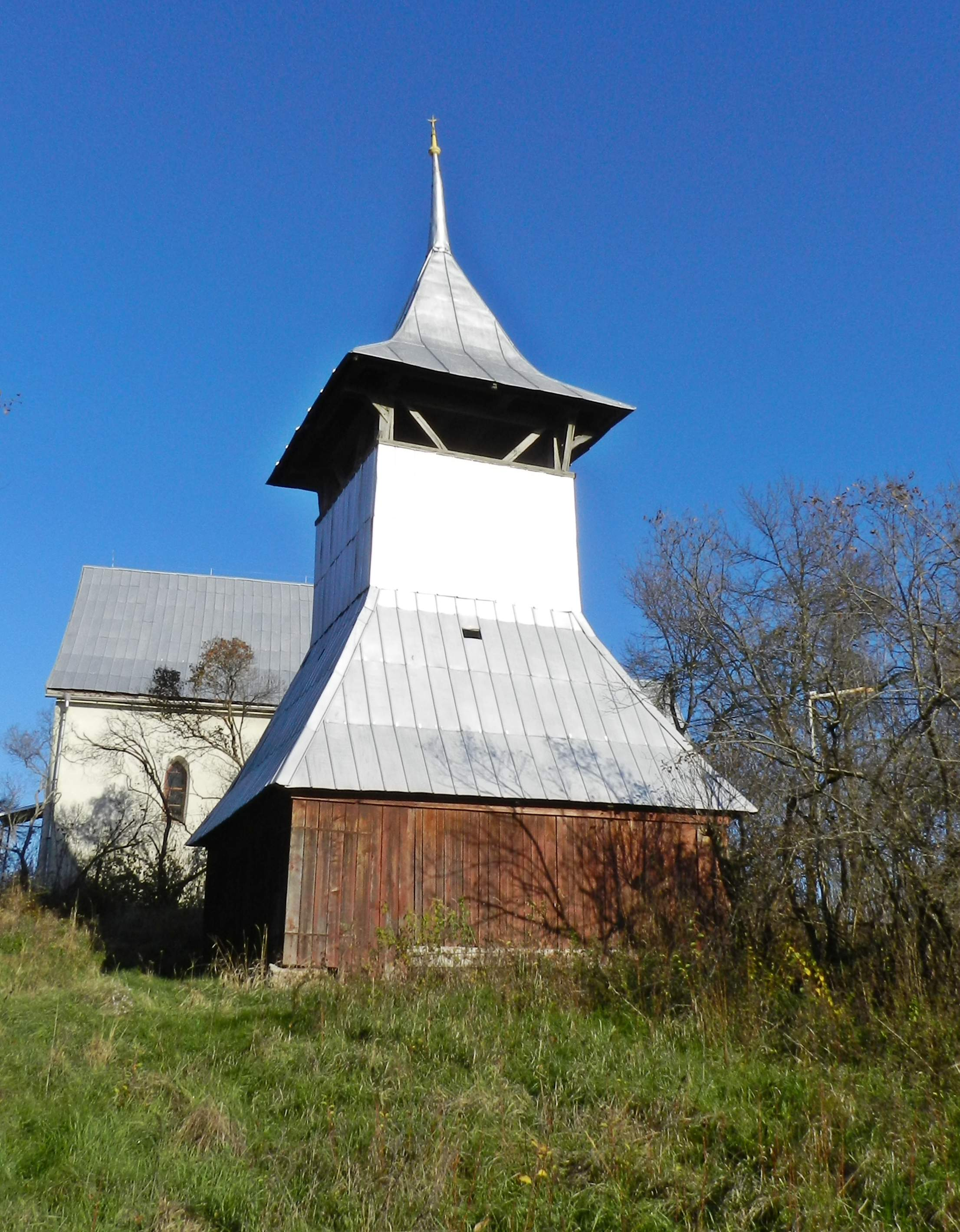
Дерев'яна дзвіниця при костелі, с. Кідьош

В 1990 р. на сільському цвинтарі було встановлено два монументи, один — в пам'ять про загиблих у Другій Світовій Війні, а другий — жертвам сталінського режиму.
В 2009 р. в центрі села встановили дерев'яний стовп в традиційному угорському стилі, на честь «віднайдення угорцями своєї нової батьківщини».

## Економіка
Це село стало доволі відомим як серед мешканців Берегівщини, так і туристів, що бувають в наших краях, завдяки своїм славетним виноробам.
В селі Кідьош функціонує угорська виноробня Карла Шоша. Спадковий виноградар і винороб Карл Шош вирощує близько 60 сортів винограду та виробляє до 40 видів вина. Як і кілька століть тому, сімейство Шош не відходить від традиційних технологій виготовлення вин, враховуючи при цьому дух Закарпаття.

## Туристичні місця
-. Поселення епохи бронзи, розташоване на північному схилі Ардівської гори, що прилягає до Чорного Мочару. 
- В районі села знайдено чотири бронзових скарби, що датується епохою пізньої бронзи. Перший скарб складався з кельтів, серпів, ножів, браслетів. Другий, що знайдений в 1889 році, включав вісім предметів. Третій (1907 рік) — п'ять предметів. Четвертий бронзовий скарб, до складу якого входило шість предметів, знайдено в 1935 році.
- За легендою, село виникло на місці монастиря, заснованого у XII ст.
- храм Івана Хрестителя, зведений в  XIV ст. 
- В 1990 р. на сільському цвинтарі було встановлено два монументи, один — в пам'ять про загиблих у Другій Світовій Війні, а другий — жертвам сталінського режиму.
-  2009 р. в центрі села встановили дерев'яний стовп в традиційному угорському стилі, на честь «віднайдення угорцями своєї нової батьківщини».